# Związek gmin Raum Weinsberg
Związek gmin Raum Weinsberg – związek gmin (niem. Gemeindeverwaltungsverband) w Niemczech, w kraju związkowym Badenia-Wirtembergia, w rejencji Stuttgart, w regionie Heilbronn-Franken, w powiecie Heilbronn. Siedziba związku znajduje się w mieście Weinsberg, przewodniczącym jego jest Stefan Thoma.
Związek zrzesza jedno miasto i trzy gminy wiejskie:
- Eberstadt, 3 161 mieszkańców, 12,50 km²
- Ellhofen, 3 328 mieszkańców, 5,86 km²
- Lehrensteinsfeld, 2 164 mieszkańców, 6,22 km²
- Weinsberg, miasto, 11 581 mieszkańców, 22,22 km²